# Sasunaga tenebrosa
Sasunaga tenebrosa là một loài bướm đêm trong họ Noctuidae.